# 桑原富雄
桑原 富雄（くわばら とみお、1923年（大正12年）5月26日 - 2010年（平成22年）2月7日）は、日本の政治家。愛媛県西条市長、西条市名誉市民。

## 経歴
愛媛県西条市本町に生まれる。西条農業学校卒業
(現愛媛県立西条農業高等学校)を卒業。旧 西条市職員、助役を経て、1979年（昭和54年）当時現職の伊藤一を破り市長に初当選、以後、1995年（平成7年）12月まで4期16年（13 - 16代）にわたり西条市長を務めた。

## 年譜
- 1947年（昭和22年）6月 - 西条市入庁。1970年（昭和45年）5月辞するまで、主要役職として開発部長、総務部長などを歴任した[2]。
- 1970年（昭和45年）5月 - 西条市助役（ - 1972年（昭和47年）1月まで）[2]。
- 1979年（昭和54年）12月18日 -  西条市長（ - 1995年（平成7年）12月17日、4期16年）[2]。
- 1995年（平成7年）12月17日 - 4期目の任期満了をもって西条市長を引退。
- 1996年（平成8年）4月29日、勲四等瑞宝章受章[2]。
- 1998年（平成10年）12月18日 - 西条市名誉市民[2]。
- 2010年（平成22年）2月7日 - 心不全のため西条市内の病院で死去、86歳[3]。死没日をもって正五位に叙される[4]。

## 業績
市長在任中、東部臨海土地造成による臨海造成地への企業誘致を図り、同地には電機・機械・食品飲料等の有力企業が立地し、愛媛県東部の工業都市としての発展の礎を築いた。
また、「水の都」として、市中心部における親水公園や公共下水道の整備を推進したほか、「市民の森」、西条運動公園、「こどもの国」や、刑務所跡地への文化会館の設置など都市施設を整備充実させたほか、松山自動車道の開通や主要幹線道路など都市基盤の整備にも尽力した。